# Piskova
Piskova falu és régészeti helyszín Albánia déli részén, Qendër Piskova alközség – a mindennapi szóhasználatban gyakran Piskova alközség – központja. A Përmet városától légvonalban kb. 8 kilométerre északnyugatra, a Vjosa folyó jobb partján fekvő települést átszeli az SH75-ös jelű főút.
A település fő nevezetességei a határában feltárt halomsírok, amelyek az egyidős shtoji, pazhoki stb. halomsírok mellett Albánia legkorábbról ismert tumulusos temetkezési helyei. A Namik Bodinaku vezetésével az 1980-as évekig feltárt négy sír keletkezését a bronzkor korai szakaszára, az időszámításunk előtti második millennium elejére teszik, amelyek egy évezreden keresztül, a kora vaskorig szolgáltak a környék lakosságának temetkezési helyeiül. Az elhantolt csontvázak egy részét okker festékanyag fedi, ami Neritan Ceka albán régész megállapítása szerint a bronzkor elején a kelet-európai sztyeppevidékről a térségbe bevándorolt protoindoeurópai népelemek műveltségi hatása a korabeli népesség temetkezési rituáléira. A sírokat a középkor korai szakaszában, az i. sz. 10. század táján ismét használatba vette a környék népe. Az erre a korszakra keltezhető sírok mellékletei alapján a piskovai népesség műveltségét az észak-albániai komani kultúra déli variánsának tartják.